# Gastejaure
Gastejaure är en sjö i Sorsele kommun i Lappland och ingår i Umeälvens huvudavrinningsområde. Gastejaure ligger i Vindelfjällen Natura 2000-område.